# سورن هيرمانسن
سورن هيرمانسن (بالدنماركية: Søren Hermansen)‏ هو لاعب كرة قدم دنماركي، ولد في 7 يوليو 1970 في آرهوس في الدنمارك. لعب مع Aarhus Fremad ‏.